# Bordelage
El bordelage era una institución del derecho consuetudinario francés, consistente en un arrendamiento o locación especial, por el que el señor de una finca cedía el disfrute de ella a un particular mediante el pago por éste de las rentas anuales, previamente determinadas, ya en dinero y especies, ya ambas en especie.
Estuvo muy en uso en  el Nivernais y el Bourbonnais, así como en los lugares de Auvergne, Auxerre, Provenza y Aquitania.